# Wacław Kondek
Wacław Józef Kondek (ur. 18 stycznia 1917 w Dąbrowie Górniczej, zm. 17 stycznia 1976 w Łodzi) – polski grafik, malarz, rzeźbiarz, scenograf teatralny, reżyser filmów krótkometrażowych.

## Życiorys
Wacław Kondek urodził się 18 stycznia 1917 w Dąbrowie Górniczej. W 1921 przeniósł się z rodziną do Olkusza. W 1928 zmarła jego matka. W 1935 podjął studia na ASP w Krakowie, gdzie uczyli go m.in.: Karol Homolacs, Henryk Uziembło i Witold Chomicz. Studia ukończył w 1939, następnie otrzymał dwuletnie stypendium we Włoszech, lecz w wyniku II wojny światowej nie doszło do wyjazdu. Podczas okupacji niemieckiej Kondek mieszkał w okolicach Kielc, w 1942 przeniósł się do Starachowic, gdzie zajmował się pracą przy rozlewaniu i rozwożeniu wody sodowej. W tym okresie zajmował się również szkicowaniem. W 1944 został wywieziony na roboty do Niemiec.
Wacław Kondek w 1946 powrócił z Niemiec do Polski i w 1947 dostał się na 3 rok studiów w Państwowej Wyższej Szkole Sztuk Plastycznych w Łodzi, gdzie uczyli go m.in. Ludwik Tyrowicz, Władysław Strzemiński i Stefan Wegner. Pracę dyplomową obronił w 1951 i został członkiem Związku Polskich Artystów Plastyków. W 1950 podjął pracę jako scenograf w Teatrze Lalek Arlekin, lecz współpracował również z Teatrem Pinokio, z którymi współpracował do końca życia. Realizował również scenografie dla Teatru Lalki i Aktora w Lublinie, a także dla teatrów w: Toruniu, Szczecinie, Poznaniu, Warszawie i Wrocławiu. Współpracował również z Se-Ma-Forem, a także w 1952 ze Studiem w Bielsku-Białej, gdzie przebywał do 1953, a następnie powrócił do Łodzi.
W latach 60. XX w. współpracował z tygodnikiem „Odgłosy”, dla którego wykonywał rysunki. Opublikował w nim m.in. cykle: „Z teki Wacława Kondka”, „Rysuje Wacław Kondek”, „Twarze” oraz „Ulica Piotrkowska”. Z czasem pisał również reportaże, poświęcone wycieczkom po województwie łódzkim i zawierające pejzaże i rysunki zabytków jego autorstwa. W latach 60 i 70. XX w. a łamach „Dziennika Łódzkiego” publikował cykle: „Łódzkie pałace”, „Fabryki łódzkie”, „Impresje włoskie”. Był zaangażowany we współpracę z Radiem Łódź, gdzie emitowany były jego „Listy z Italii” (1969) W 1971 opublikował książkę „Rysunki i słowa”.

### Życie prywatne
Wacław Kondek był synem dziennikarza – Józefa Kondka i jego żony – Gertrudy Kondek. Jego żoną była malarka Maria Kondek z domu Fiedler, z którą miał dwie córki – Barbarę (ur. 1951) i Krystynę (ur. 1952). Został pochowany na cmentarzu Doły w Łodzi.

## Twórczość
Działalność artystyczna Wacława Kondka obejmowała m.in.: linoryt, drzeworyt, grafikę, malarstwo olejne, akwarele, tusz, a także wykonywał rysunki piórkiem oraz tworzył rzeźby. Stworzył łącznie około 285 obrazów stanowiących przykłady malarstwa olejnego, 346 prac wykonanych temperą na drewnie, 42 drewniane rzeźby, 660 prac ceramicznych, 463 grafiki, 358 prac temperą na papierze i tekturze, 185 prac wykonanych akwarelą, kredą, tuszem lawowanym, 1655 prac w technice tusz-piórko, a także ponad 100 prac w ołówku i szkice. Jego działalność artystyczna obejmowała około 50 scenografii teatralnych i filmowych, a także oprawy graficzne książek, kalendarzy i ekslibrisów, około 100 felietonów i humoresek, 10 scenariuszy filmowych i teatralnych, a także pamiętniki. Stworzył ponadto 4 filmy krótkometrażowe: „Ondraszek” (1959), „Złodzieje” (1960), „Gore!” (1966) „Larghetto” (1967).
Prace Kondka w okresie od 1952 do 1975 były wystawiane na 81 wystawach zbiorowych w Polsce oraz w 9 zagranicznych: w Niemczech, Czechosłowacji, Węgrzech, Jugosławii i ZSRR, a także na 29 wystawach indywidualnych w Polsce oraz 9 zagranicznych: w Danii, Szwecji, Węgrzech i Niemczech. Po jego śmierci, w okresie od 1976 do 2004, były wystawiane na 28 wystawach zbiorowych, w Polsce i za granicą oraz na 32 wystawach indywidualnych w Polsce i 2 w Niemczech.
Charakterystyczne dla stylu Kondka są wyraźne kontury w jego pracach. Tematyka jego dzieł dotyczyła często postaci baśniowych i fantastycznych, takich jak: nieistniejące stworzenia, diabły i humanoidalne drzewa. Tematem jego prac były również plenery związane z miejscami, które odwiedzał, często związane z Łodzią – fabryki, pałace i ulice, m.in. cykle prac: „Domy na Bałutach”, „Ziemia łódzka”, „Ulica Piotrkowska”, „Łódzkie pałace” i „Fabryki łódzkie”.

## Nagrody i odznaczenia
- Wyróżnienie dla filmu „Ondraszek” na festiwalu w Oberhausen[5][7],
- Honorowa Odznaka Miasta Łodzi (1965),
- Nagroda Towarzystwa Przyjaciół Sztuk Pięknych (1967) za cykl reportaży i rysunków o tematyce łódzkiej,
- Nagroda Miasta Łodzi za osiągnięcia w dziedzinie upowszechniania kultury (1968),
- Tytuł Łodzianina Roku (1970) – wg plebiscytu zorganizowanego przez tygodnik „Odgłosy”,
- Złoty Krzyż Zasługi (1975)[1].

## Upamiętnienie
- W 1980 powstał film pt. „Niepokoje Wacława Kondka” w reżyserii Kazimierza Muchy[8],
- W 1982 powstał odcinek pt. „Filmowe lalki Wacława Kondka” w ramach cyklu telewizyjnego “Tajemnice i sensacje małej kinematografii” w reżyserii Macieja Łukowskiego[5],
- W 1989 jednej z ulic osiedla Romanów w Łodzi nadano nazwę ul. Wacława Kondka[9][5],
- W 1995 powstał odcinek pt. „Kondek – czort frasobliwy” w ramach cyklu telewizyjnego „Twórcy” w reżyserii Piotra Słowikowskiego[5].